# Ce n'était qu'un rêve
Ce n'était qu'un rêve est une chanson interprétée par Céline Dion issue de son premier album La Voix du Bon Dieu (1981). Créée en famille, c'est une de ses toutes premières chansons et son premier succès. Ce titre lui  fait également rencontrer le producteur René Angelil, qui, persuadé de son talent et de son potentiel, s'engage fortement pour qu'elle puisse enregistrer des albums. La chanson est sortie en single le 11 juin 1981 suivante comme le premier de l'album.

## Histoire de la chanson
La chanson est écrite par Céline Dion, sa mère Thérèse et son frère Jacques,.
La famille de Céline Dion envoie la cassette d'un enregistrement à René Angélil, producteur. Celui-ci, convaincu du talent et du potentiel de la chanteuse, décide d'hypothéquer sa maison pour lui produire deux albums, et de faire appel au compositeur Eddy Marnay pour lui construire d'autres succès,.
Le single atteint la huitième place au Québec. C'est le premier succès de Céline Dion.
En 2005, Ce n'était qu'un rêve figure sur la compilation des plus grands succès de Dion, On ne change pas.